# Conus macgintyi
Conus macgintyi är en snäckart som beskrevs av Henry Augustus Pilsbry 1955. Conus macgintyi ingår i släktet Conus och familjen kägelsnäckor. Inga underarter finns listade i Catalogue of Life.